# Vereeniging

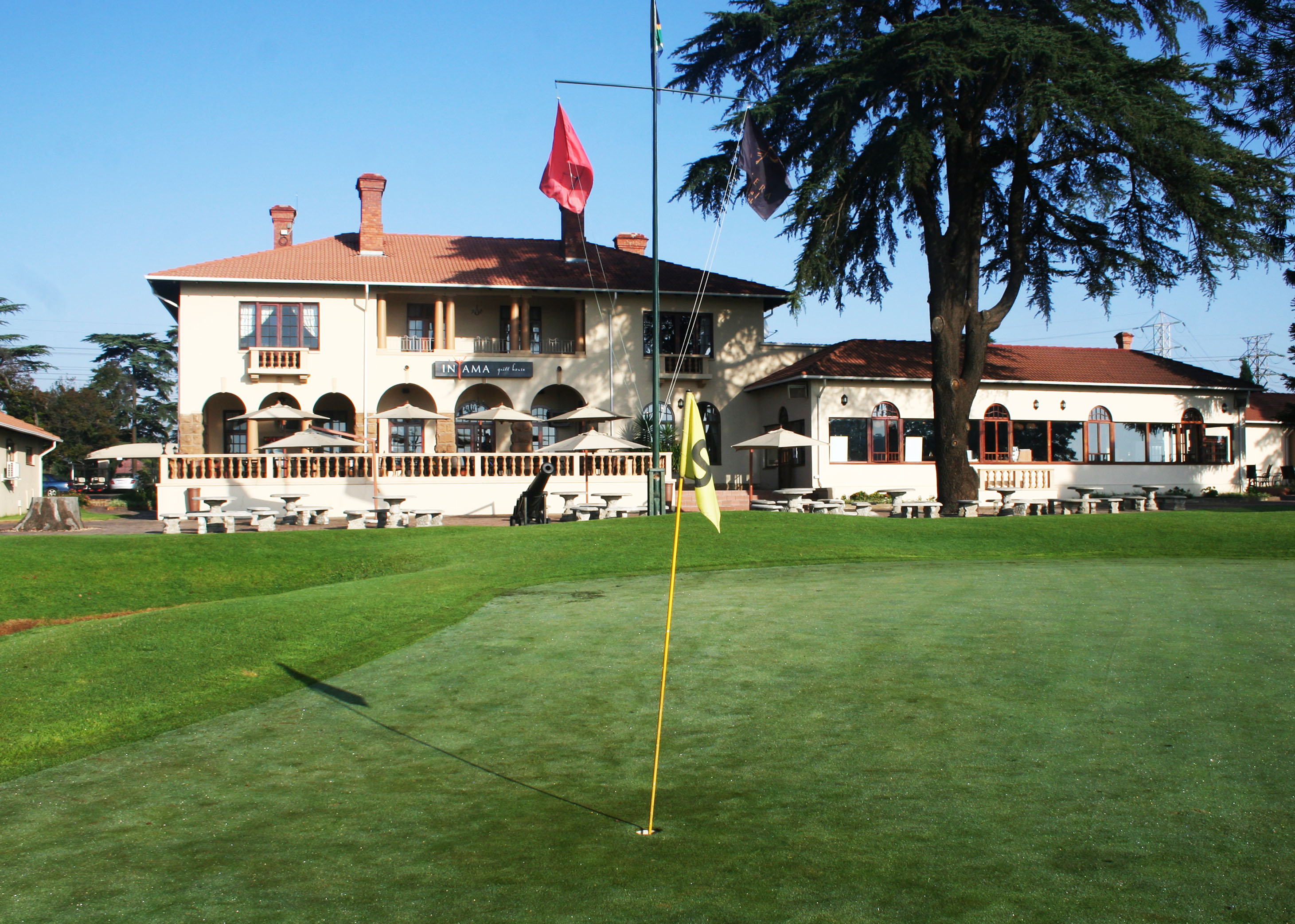
Vereeniging Country Club (1920)

Vereeniging (« Association », en afrikaans) est une ville industrielle d'Afrique du Sud, située historiquement dans la région du Transvaal et intégré depuis 1994 dans la province de Gauteng. Elle est le siège administratif du district municipal de Sedibeng.

## Démographie et géographie
Peuplée de 99 787 habitants, elle est située au bord de la rivière Vaal.
La ville de Vereeniging se compose de 48 secteurs composés de communes, townships, localités et quartiers comme Duncanville, Peacehaven, Arcon Park, Bedworth Park, Unitas Park, Sonland Park, Steel Park, Homer, Roods Gardens, Three Rivers et Leeuhof.

## Administration territoriale
Depuis 2000, Vereeniging fait partie de la municipalité locale de d'Emfuleni au côté de Vanderbijlpark et du township de Sharpeville, au sein du district de Sedibeng.

### Maires de Vereeniging
- John Lillie Sharpe (-1937), maire de 1935 à 1937
- Richard Hollett Amm (1896-1976), maire en 1950-1951

## Historique
Fondée en 1892, la ville est entrée dans l'histoire grâce au traité de paix qui y fut négocié en 1902 (mais signé à Pretoria), mettant fin à la deuxième Guerre des Boers.
Le grand township de cette ville industrielle fut, le 21 mars 1960, le théâtre du massacre de Sharpeville.
Ville conservatrice et ouvrière, Vereeniging doit son développement aux nombreuses mines de charbons des alentours.
Elle fut la terre d'élection de Frederik de Klerk, dernier président blanc d'Afrique du Sud.

## Personnalités locales

### Personnalités politiques
- Karel Rood (1892-1982), député de Vereeniging de 1929 à 1949
- Jack Loock (1907-1993), député de Vereeniging de 1949 à 1953
- Marais Steyn, député de Vereeniging de 1953 à 1958
- Blaar Coetzee, député de Vereeniging de 1958 à 1972
- Frederik de Klerk, député de Vereeniging de 1972 à 1989

### Personnalités sportives
- Francois Pienaar, rugbyman
- Henri Schoeman, triathlète
- Shaun Sowerby, rugbyman
- André Venter, ancien joueur de rugby à XV

### Autres
- Maria Ramos, femmes d'affaires, a vécu à Vereeniging avec ses parents et y a commencé son parcours professionnel.